# Jacques Grondeau
Jacques Grondeau, né le 24 juillet 1909 à Bordeaux et mort le 19 octobre 2002 dans la même ville, est un homme politique français.

## Biographie
Il est conseiller général du canton de Bordeaux-5 de 1951 à 1988.